# Futsū ni Kiitekure
Futsū ni Kiitekure (Nhật: フツーに聞いてくれ "Lắng nghe bình thường giùm đi") là web manga one-shot được viết bởi Fujimoto Tatsuki và minh họa bởi Toda Oto. Truyện được phát hành tại website Shōnen Jump+ vào tháng 7 năm 2022.

## Phát hành
Viết bởi Fujimoto Tatsuki và minh họa bởi Toda Oto, one-shot được phát hành tại website Shōnen Jump+ của Shueisha vào ngày 4 tháng 7 năm 2022.
Viz Media và Manga Plus phát hành one-shot bản chuyển ngữ tiếng Anh song song với bản tiếng Nhật.

## Đón nhận
Brian Salvatore từ Multiversity Comics dành lời khen cho cốt truyện mặc dù manga chỉ có độ dài ngắn, đặc biệt là cách mà bộ truyện để bỏ ngỏ nhiều tình tiết. Salvatore cũng khen ngợi nét vẽ của Toda. Cùng với đó, Salvatore cảm thấy rằng bộ manga khiến cho người đọc biết phải suy ngẫm nhiều hơn. Kazushi Shimada từ Real Sound đề cao thông điệp của câu chuyện về việc đào sâu vào những ẩn ý trong nghệ thuật cùng ngòi bút của Toda. Shimada cũng thích việc cốt chuyện có tình tiết mơ hồ và có kết mở.